# Тікума (Наґано)

36°32′2″ пн. ш. 138°7′12″ сх. д. / 36.53389° пн. ш. 138.12000° сх. д.
Тікума́ (яп. 千曲市, ちくまし, МФА: [t͡ɕi̥kuma ɕi̥]) — місто в Японії, в префектурі Наґано.

## Короткі відомості
Розташоване в північній частині префектури, на березі річки Тікума. Виникло на основі постоялого містечка на Північному шляху та сільських поселень раннього нового часу. Засноване 2003 року шляхом об'єднання міста Косьоку з містечками Тоґура й Камі-Ямада. Основою економіки є сільське господарство, вирощування абрикос, харчова промисловість, виробництво електротоварів. В місті розташовані гарячі джерела Тоґура й Камі-Ямада. Станом на 1 квітня 2009 площа міста становила 119,84 км². Станом на 1 липня 2011 населення міста становило 61 829 осіб.